# Vácduka
Vácduka is een plaats (község) en gemeente in het Hongaarse comitaat Pest. Vácduka telt 1019 inwoners (2001).

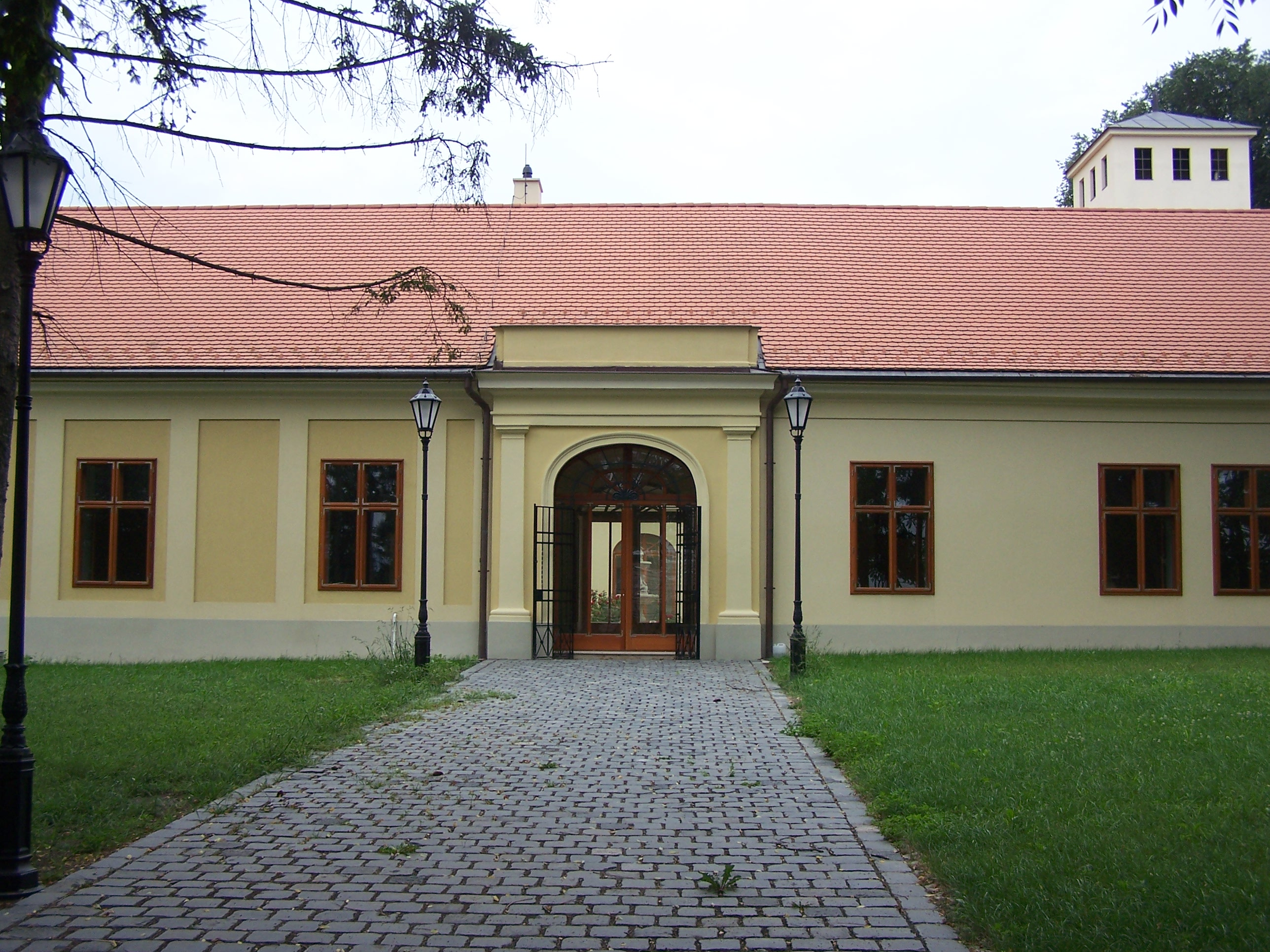